# Hansel contre Gretel
Série
Hansel et Gretel
(2013)
Pour plus de détails, voir Fiche technique et Distribution.
Hansel contre Gretel (stylisé en Hansel V Gretel) est un film d'horreur et d'action de 2015, produit par The Asylum. C’est la suite du film Hansel & Gretel de 2013, de la même société, une adaptation moderne du conte de fées classique des frères Grimm Hansel et Gretel. Le film reprend après les événements du premier film, et suit le chasseur de sorcières Hansel, alors qu’il combat sa sœur Gretel, qui est sous l’emprise de la magie noire et tente de devenir le nouveau chef d’un clan de sorcières. Brent Lydic revient dans le rôle de Hansel, mais Gretel est cette fois interprétée par Lili Baross.

## Synopsis
Plusieurs années après les événements du premier film, Mason, un habitant de Candlewood, s’arrête à la boulangerie et magasin de tartes de Gretel peu après la fermeture du soir, mais il est tué par une silhouette cagoulée. Ailleurs, Hansel a passé plusieurs années à devenir chasseur de sorcières et il vient de tuer Bunny, une sorcière insaisissable, lorsqu’il apprend la disparition de son vieil ami Mason. Il décide de rentrer voir Gretel, à laquelle il n’a pas parlé depuis un an. Il arrive chez Gretel et elle lui dit qu’elle soupçonne que Mason a été assassiné dans sa boulangerie. Cette nuit-là, quatre sorcières, Circé, Kikimora, Morai et leur grande prêtresse Cthonia, se réunissent dans les bois près de Candlewood. Elles prennent le contrôle d’une femme locale sans-abri pour être leur servante dans leur complot visant à venger la mort de leur sœur Lilith, et à reprendre son magasin.
Le lendemain, Hansel et Gretel rendent visite à Jason, le frère de Mason, et son colocataire Willy. Hansel explique sa théorie selon laquelle une nouvelle sorcière a pris le contrôle de la boulangerie de Lilith. Jacob et Willy insistent pour aider à la recherche de Mason, mais lorsque le groupe quitte la maison, la femme sans-abri envoyée par la sorcière commence à leur tirer dessus. Gretel est kidnappée tandis que les trois autres se mettent à couvert. Hansel tire et tue la femme sans-abri. Il découvre une marque de sorcière sur son front, confirmant ainsi sa théorie, quand ils réalisent tous que Gretel est partie. Pendant ce temps, Gretel est attachée dans la boulangerie et confrontée aux sorcières. Elle avoue avoir tué Lilith et laisse entendre qu’elle a mangé une partie d’elle, gagnant ses pouvoirs. Cthonia conclut un marché avec Gretel : en échange de la tête de Hansel, ils la laisseront garder la boulangerie de Lilith. Mais si elle ne tue pas Hansel, ils la tueront à la place.
Gretel kidnappe Willy. Le lendemain, Hansel reçoit un SMS avec des photos de Gretel et Willy pris en otages. Il les montre à Jacob. Par chance, Jacob a suivi des cours de photographie et il reconnaît les graffitis sur les photos comme ceux d’un entrepôt abandonné. Une fois sur place, ils trouvent Gretel et Willy ligotés et inconscients, lorsque Kikimora remplit la pièce d’un brouillard aveuglant. Gretel permet à Hansel de décapiter Kikimora. Pendant que Hansel et Jason aident Willy, elle se nourrit du cadavre de Kikimora, gagnant ainsi ses pouvoirs. Hansel est convaincu qu’il y a plus de sorcières, mais elles sont capables de s’échapper, tandis que Circé les observe. Hansel dépose les autres et se rend ensuite à la boulangerie. Circé confronte Gretel chez elle à propos de la mort de Kikimora. Gretel propose de l’emmener à Hansel pour que Circé puisse le tuer elle-même. À la boulangerie, Circé hypnotise Hansel pour qu’il se tue avec son propre couteau. Avant qu’il ne le fasse, Gretel invoque le brouillard aveuglant de Kikimora, ce qui brise l’hypnose de Hansel, lui permettant de poignarder Circé au visage. Alors qu’elle meurt, Gretel, aveuglée par le brouillard, boit son sang et gagne ses pouvoirs. Hansel va voir Willy. Gretel va hypnotiser Jason pour qu’il couche avec elle puis qu’il se suicide, mais cela ne fonctionne pas, parce que Jason est gay. Au lieu de cela, Gretel le tue avec la force brute.
Hansel et Willy trouvent un paquet à la porte avec les yeux de Jason à l’intérieur, puis ils mènent une chasse au trésor macabre pour retrouver les parties du corps de Jason. Gretel apporte le reste du corps de Jason à Morai, en lui disant que c’est Hansel, et elle se cache à proximité. Les indices mènent finalement Hansel et Willy à l’emplacement de Morai. Hansel tue Morai et part avec Willy. Gretel boit le sang de Morai. Cthonia appelle Gretel depuis le téléphone de sa grand-mère, l’attirant à la maison. Elle menace de tuer sa grand-mère, mais à la place Gretel arrache la tête de sa grand-mère, ce dont Hansel et Willy sont témoins. Cthonia cède son anneau de grande prêtresse à Gretel qui prend le pouvoir sur le coven. Gretel et Cthonia emmènent Willy et Hansel au cimetière local pour animaux de compagnie, où Gretel révèle qu’elle a enterré Lilith. Détenant maintenant assez de pouvoir, Gretel commence une incantation de résurrection, ramenant Lilith à la vie. Gretel arrache alors la gorge de Cthonia pour que Lilith puisse se régénérer, quand soudain Willy se révèle être en fait une puissante vieille sorcière qui désintègre Lilith. Hansel tranche la gorge de Willy, la tue, et affronte Gretel. Ils se battent l’un contre l’autre sans qu’aucun des frères et sœurs ne veuille initialement tuer l’autre. Hansel finit par tirer sur Gretel dans l’épaule alors que les voitures de police s’arrêtent. Elle admet sa défaite et ils s’en vont ensemble.

## Distribution
- Brent Lydic : Hansel, un chasseur de sorcières expert.
- Lili Baross : Gretel, qui exploite la boulangerie « The Gingerbread Man » de Lilith, et a acquis les pouvoirs de Lilith après avoir mangé une partie de la sorcière.
- Aqueela Zoll : Willy, est brièvement sortie avec Hansel plusieurs années auparavant.
- Riley Murphy : Jacob, le frère de Mason
- Jhey Castles : Cthonia, la chef des sorcières qui complotent pour se venger de Gretel.
- Adinett Nsabimana : Morai, la sorcière qui peut émettre des explosions d’énergie de son corps.
- Nanrisa Lee : Kikimora, la sorcière capable d’invoquer un brouillard aveuglant.
- Elisha Kriis : Circé, la sorcière avec le don de l’hypnose.
- Barbara Scolaro : Lilith, la sorcière que Gretel a vaincue et l’antagoniste principale du premier film.
- Carol Stanzione : Bag Lady, femme sans-abri possédée pour obéir aux ordres des sorcières.
- Christopher Callen : la grand-mère de Gretel et Hansel, qui vit maintenant avec Gretel après la mort de son père.
- Maria Olsen : Crone
- Jennifer Elizabeth : Bunny, la puissante sorcière que Hansel tue au début du film
- Alexander Price : Mason, disparu au début du film, tué dans la boulangerie de Gretel
- Kevin Yarbrough : le shérif Lopez
- Fawn Stone : l'adjoint Castiniera

## Versions
Le film est entré en production vers la fin de l’année 2013, peu de temps après la sortie du premier film. Le scénariste Jose Prendes a déclaré en janvier 2014, dans une interview à GeeksofDoom.com, qu’il scénariserait en juin de la même année pour The Asylum Hansel contre Gretel, qui devait être produit et sortir en 2015. Le film est sorti en DVD le 20 janvier 2015 par The Asylum Home Entertainment, avec des fonctionnalités spéciales comprenant un clip, une séquence de gags et des bandes-annonces.

## Accueil

### Réception critique
HorrorNews.net a publié en 2018 une critique mitigée de Hansel contre Gretel. Bien que le critique ne connaisse ni Hansel & Gretel de The Asylum en 2013, ni son inspiration à gros budget, Hansel et Gretel : Witch Hunters, le critique reconnaît que The Asylum reste fidèle à la forme en capitalisant sur la publicité de ce dernier film avec leur propre adaptation du conte de fées. Le critique est surpris de trouver Hansel contre Gretel meilleur que prévu, et loue les performances de Baross et Lydic pour être charismatiques et jouer bien. Le critique note également que le film « ne se prend pas du tout au sérieux », ce qui rend son humour étonnamment efficace. Cependant, le critique écrit que les effets spéciaux sont à petit budget et manquent parfois, et que la fin est étrange, mais néanmoins divertissante. Le critique compare finalement le film à un épisode de Charmed, mais avec plus de gore, et lui attribue une note de 2,5 sur 5.
Seven Days a couvert Hansel contre Gretel en 2015 dans leur rubrique « Movies You Missed », un blog hebdomadaire pour le journal. Le critique souligne que le film mérite finalement son titre, mais reconnaît également que les batailles de sorcière contre sorcière sont plus divertissantes. Le critique soutient également que ce film « serait à la maison sur MST3K » et que les téléspectateurs ne devraient pas l’aborder avec de grandes attentes.